# Triple alliance télégraphique
Pour les articles homonymes, voir Triple alliance.
La triple alliance télégraphique désigne un rapprochement entre trois agences de presse, le Telegraphen Korrespondantz Bureau autrichien, l'Agence Stefani italienne et l'Agence Continentale allemande destinée à créer un nouvel ordre de l'information.

## Histoire
Depuis 1875, le Traité quadripartite des agences de presse, signé entre 4 agences de presse revendiquant un statut  d'agence de presse mondiale et généraliste  et tentant de maintenir leur place dans cette catégorie, malgré la création de nouvelles agences, dans un contexte où le coût des liaisons télégraphiques restait très élevé, limitant les possibilités de transmission internationale.
Lors des élections allemandes de 1887, la couverture par l'Agence Continentale est jugée trop favorable au gouvernement de Bismarck, incitant les deux quotidiens français les plus tournés vers l'actualité internationale, Le Soleil et Le Temps à envoyer à Berlin leurs propres correspondants. Deux mois après, l'Agence Continentale subit de nouvelles critiques après l'affaire Schnaebelé, incident diplomatique franco-allemand du 20 avril 1887, au cours duquel l'un de des agents alsaciens-mosellans impliqués se révèle être un agent double à la solde des services de Bismarck.
Ces incidents ont créé de fortes dissensions entre l'Agence Continentale allemande et la française Havas, alors que les discours revanchards du général Boulanger avaient fait monter la tension entre les deux pays. 
C'est ensuite le tour du président du conseil italien Francesco Crispi de se faire le promoteur de la rupture avec Havas, accusée de propager des informations fausses ou tendancieuses et d'encourager la politique étrangère de la France, alors à l'opposé de celle de l'Italie.
De 1887 à 1889, Bismarck va tenter de « torpiller l'alliance existant entre les grandes agences » pour y substituer cette « Triple alliance télégraphique », « qui échoue de peu » selon les historiens. L'Agence Continentale n'a pas suivi l'expansion mondiale d'Havas et Reuters mais elle entend bien reconquérir par ce biais l'Europe de l'Est à Havas, grâce au Telegraphen Korrespondantz Bureau de l'Empire austro-hongrois, fondé en 1860 et à l'Agence Stefani italienne. Havas avait acquis 50 % du capital de cette dernière en 1865, devenue en 1881 nationaliste sous la direction d'Hector Friedländer.